# Pristimantis llojsintuta
Pristimantis llojsintuta es una especie de anfibio anuro de la familia Craugastoridae.

## Distribución
Esta especie es endémica de Bolivia. Habita en los departamentos de Cochabamba y Santa Cruz de 2000 a 2200 m de altitud en la vertiente noreste de los Andes.

## Publicación original
- Köhler & Lötters, 1999 : New species of the Eleutherodactylus unistrigatus group (Amphibia: Anura: Leptodactylidae) from montane rain forest of Bolivia. Copeia, vol. 1999, n.º 2, p. 422-427.[5]